# Nieobywatele (Łotwa)

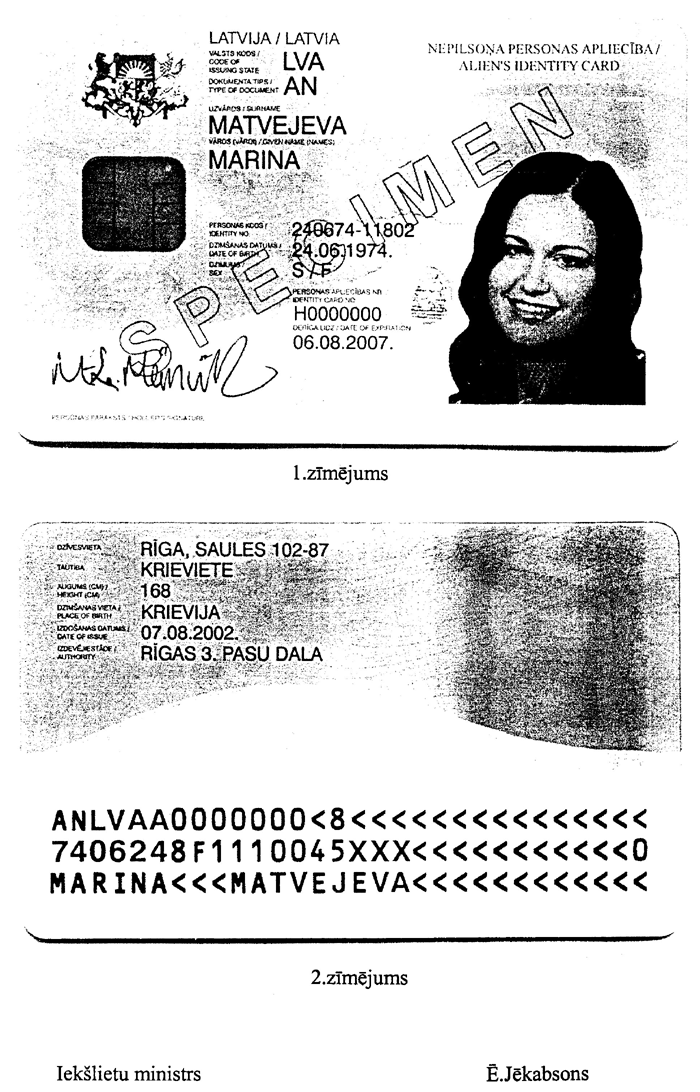
Wzór dokumentów nieobywatelki Łotwy

Nieobywatele (łot. nepilsoņi) – jedna z czterech kategorii osób przebywających na stałe na Łotwie, której w świetle krajowej ustawy o naturalizacji nie przysługiwały prawa obywatelskie, a które równocześnie nie są bezpaństwowcami ani obywatelami państwa trzeciego.

## Wprowadzenie statusu i jego charakterystyka
Władze Łotwy, po odzyskaniu przez ten kraj niepodległości, zdecydowały, że prawo do obywatelstwa kraju będzie przysługiwać jedynie osobom, które posiadały je przed radziecką aneksją Łotwy 16/17 czerwca 1940 oraz ich potomkom. Ustawa „O przywróceniu praw obywateli Republiki Łotwy i podstawowych zasadach naturalizacji”, przyjęta 22 czerwca 1994 na podstawie wcześniejszego postanowienia parlamentu o zasadach naturalizacji i obywatelstwie, dzieliła osoby stale przebywające na Łotwie na obywateli, nieobywateli, obywateli innych państw oraz bezpaństwowców. Status nieobywatela w 1993 r. przysługiwał 876 tys. ludzi, w zdecydowanej większości Rosjanom – osobom, które posiadały obywatelstwo radzieckie, a po 1991 r. nie uzyskały żadnego innego obywatelstwa. Rządzący Łotwą uznawali bowiem ludność rosyjskojęzyczną za bezpośrednie zagrożenie dla etnicznych Łotyszy, potencjalny instrument wrogiej polityki rosyjskiej wobec Rygi.
Nieobywatele nie mają biernego ani czynnego prawa głosowania w wyborach na żadnym poziomie, nie mogą wstępować do służby cywilnej ani pracować na stanowiskach związanych z bezpieczeństwem narodowym Łotwy, nie mają prawa nabywania ziemi. Posiadają natomiast prawo stałego pobytu, poza granicami kraju korzystają z opieki konsularnej Łotwy, od wstąpienia Łotwy do Unii Europejskiej mogą podróżować po jej terytorium bez wiz.
Ustawa o obywatelstwie stanowi, że nieobywatele mogą uzyskać obywatelstwo, jeśli żyją na Łotwie dłużej niż pięć lat (licząc od 4 maja 1990), posiadają legalne zatrudnienie, znają język łotewski, łotewską konstytucję i zobowiązują się do lojalności wobec państwa. Prawo do ubiegania się o obywatelstwo nie przysługiwało przy tym byłym pracownikom radzieckich służb specjalnych, emerytowanym oficerom Armii Radzieckiej, wszystkim, którzy sprzeciwiali się niepodległości Łotwy, oraz propagatorom ustroju totalitarnego i idei komunistycznych.

## Krytyka łotewskich rozwiązań prawnych i ich modyfikacje
Brzmienie ustawy o obywatelstwie spotkało się z krytyką Unii Europejskiej, Organizacji Bezpieczeństwa i Współpracy w Europie, Rady Europy oraz Rosji. Organizacje międzynarodowe zarzucały Łotwie dążenie do budowy etnicznego państwa narodowego. Rosja domagała się zgody na naturalizację wszystkich łotewskich Rosjan, grożąc Rydze sankcjami gospodarczymi. Pod międzynarodową presją rząd łotewski dokonał pewnych korekt w polityce naturalizacyjnej, w 1998 znosząc limit osób, które w ciągu jednego roku mogły przejść z kategorii nieobywateli do obywateli, jak również wycofując niektóre ograniczenia dotyczące dostępu nieobywateli do zawodów, w których wymagana jest bardzo dobra znajomość języka łotewskiego. W 2004 wprowadzono również możliwość nadania obywatelstwa łotewskiego dzieciom nieobywateli urodzonym na Łotwie po 1991, na wniosek rodziców. Przyczyną, dla której skorygowano dotychczasową politykę w tej kwestii, był również fakt, że łotewskie elity polityczne zrozumiały, że pewne założenia działań z pierwszych lat niepodległości okazały się nietrafne. Nie doprowadzono do emigracji Rosjan ani też nie zmotywowano ich do masowego asymilowania się z Łotyszami. Największe zainteresowanie uzyskaniem obywatelstwa przypadło na lata 90. XX wieku oraz na okres, gdy Łotwa wstępowała do Unii Europejskiej.

## Statystyka
W 2011 r. liczba nieobywateli wynosiła 296 619 osób, co stanowiło 14,3% całej populacji Łotwy. Odsetek ten powoli spada. W 2016 nieobywateli było 232 143, tj. 11,8%. Spośród nich 165 316 osób stanowili Rosjanie, 34 644 – Białorusini, 24 499 – Ukraińcy, a 8843 – Polacy. Według danych na 1 stycznia 2022 r. na Łotwie żyło 195159 nieobywateli.